# Kościół św. Józefa Oblubieńca Najświętszej Maryi Panny i Podwyższenia Krzyża Świętego w Ozorkowie
Kościół świętego Józefa Oblubieńca Najświętszej Maryi Panny i Podwyższenia Krzyża Świętego – rzymskokatolicki kościół parafialny należący do dekanatu ozorkowskiego archidiecezji łódzkiej.

## Historia i architektura
Najstarsza część świątyni to dzisiejsze prezbiterium i część nawy głównej. Początkowa była to kaplica dworska, która została konsekrowana w dniu 15 kwietnia 1668 roku przez biskupa chełmskiego Jana Różyckiego. W 1887 roku świątynia została rozbudowana: wydłużono nawę, dobudowano kaplicę i wybudowano wieżę. Przebudowa zmieniła całkowicie wygląd zewnętrzny kościoła, który do tego czasu reprezentował architekturę barokową, a wówczas nabrał cechy architektury neoromańskiej. Wewnątrz świątyni nastąpiła został wymieniony obraz Świętej Rodziny na obraz świętego Józefa z dzieciątkiem Jezus, a w owalu nad głównym ołtarzem został umieszczony obraz świętej Katarzyny. W 1925 roku, zakupiono nowe dzwony, a w 1928 roku świątynia otrzymała instalację elektryczną, z kolei w 1930 roku zostały zakupione nowe organy o 16 głosach, a w 1931 roku została położona w świątyni posadzka terakotowa. W latach 1932–1934 kościół został ponownie rozbudowany: dobudowano dwie nawy, dwie kaplice, skarbiec i zakrystię. W czasie okupacji hitlerowskiej świątynia została sprofanowana i zamieniona na skład zboża. Po zakończeniu II wojny światowej świątynia powróciła do prawnych właścicieli.
Do wyposażenia kościoła należą: ołtarz główny ze wspomnianym wyżej obrazem św. Józefa, 2 ołtarze boczne i ołtarz soborowy, 3 dzwony, stacje Drogi Krzyżowej i organy.

## Galeria

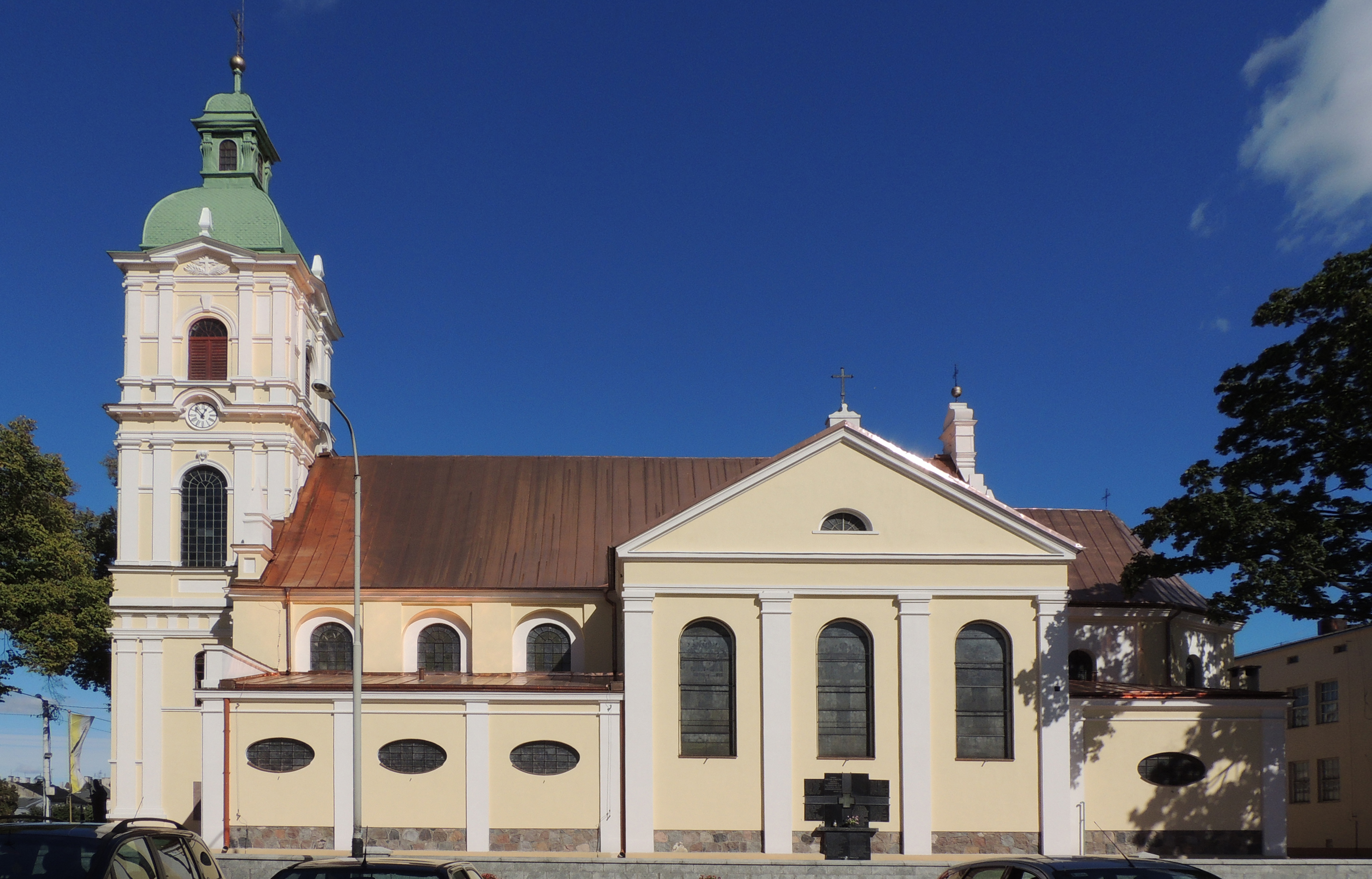
Elewacja boczna
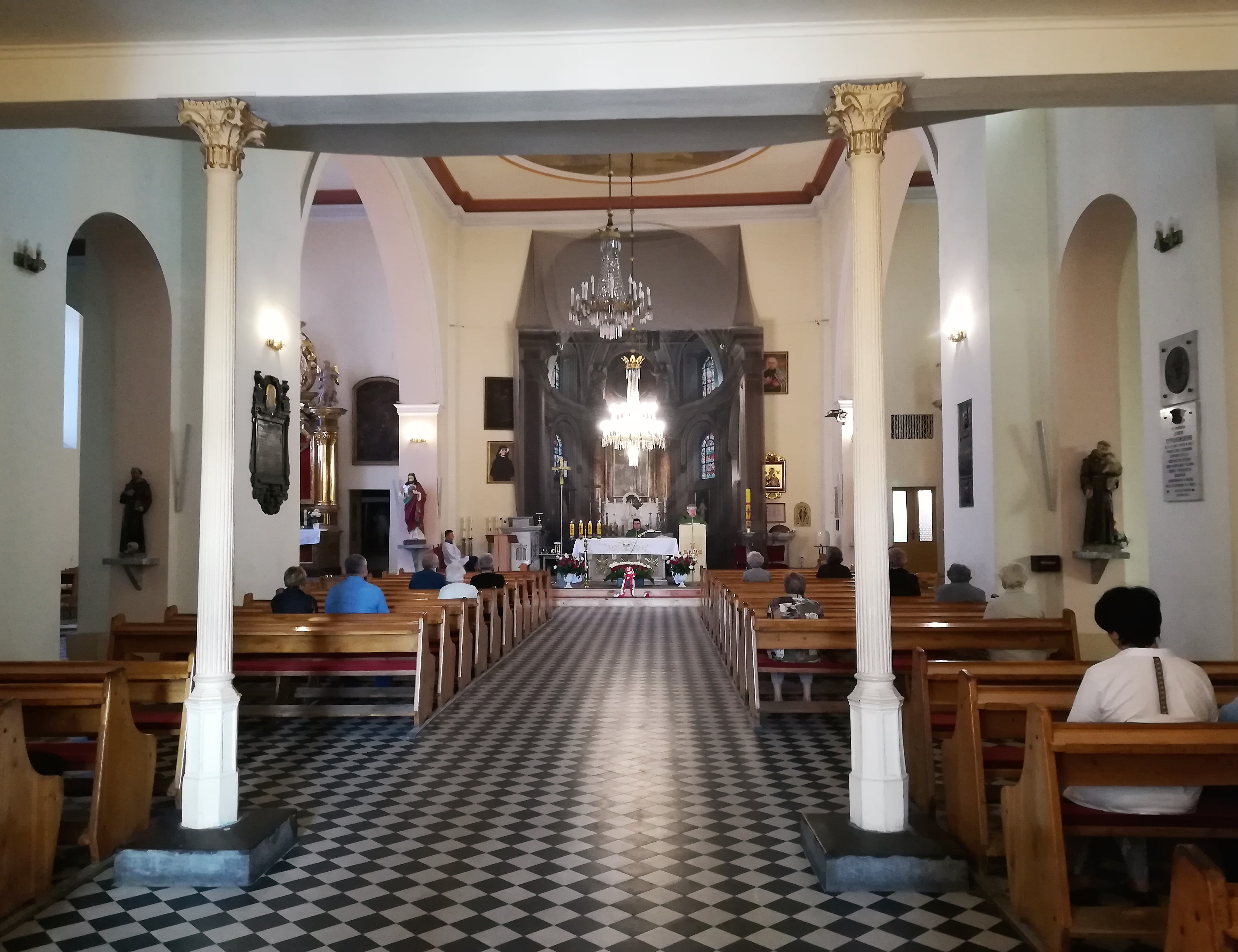
Wnętrze